# Swish (película)
Swish es un cortometraje, un documental sobre el baloncesto.
Dirigida y escrita por Ana Torres-Álvarez, producida por The Ale & Quail Club Films, narra la situación del baloncesto en el Reino Unido, un deporte que llegó al país prácticamente el mismo año en que fue inventado en los Estados Unidos y que, a pesar de ser el segundo deporte más practicado por los niños británicos, no llega a alcanzar la popularidad que tiene en el resto de Europa.
Rodado en las ciudades británicas de Londres, Epsom y Stevenage y las españolas de Granada y Málaga, su rodaje comenzó hace cinco años como un documental dedicado al único equipo profesional londinense, el London United para ir descubriendo poco a poco la situación del baloncesto en el país como deporte minoritario y cómo los Juegos Olímpicos de Londres iban a ser la meta para que el baloncesto alcanzara la popularidad necesaria para llenar las canchas durante este evento. En él participan jugadores universitarios, profesionales y hasta jugadores de la liga ACB y la NBA como Robert Archibald, Joel Freeland o Luol Deng, artistas del balón como los miembros de Streetball Extreme, jugadores amateurs, entrenados y especialistas en deportes de origen americano como Mark Webster. Este documental no ha recibido ningún tipo de subvención sino que es un trabajo personal de la relizadora. Está filmado en DV y con el formato de 16:9.
De momento ha sido exhibido en Reino Unido (Londres), la República Checa (Liberec), Rusia (Lipetsk), Alemania (Leipzig, Berlín), Guatemala (Ciudad de Guatemala), Francia (Cannes) y España (San Sadurní de Noya, Sevilla, Málaga y Fuengirola), siendo galardonado en el ATLANT Sportsfilm Festival con el diploma por "la brillante presentación de la importancia de los Juegos Olímpicos para el desarrollo del deporte" ("the bright presentation of the importance of the Olympic Games for the development of sport").

## Sinopsis
Swish es un lanzamiento perfecto que entra a canasta sin rozar el aro ni el tablero.
El baloncesto llegó al Reino Unido hace ya más de un siglo pero aún no es tan popular como en el resto de Europa. Londres, la capital del país, tiene 14 equipos profesionales de fútbol pero ni uno solo de baloncesto. Durante los Juegos Olímpicos de 2012 tendrá lugar el torneo de baloncesto, ¿serán capaces Luol Deng y sus compañeros de que el baloncesto llegue a ser lo suficientemente popular para llenar la cancha?

## Reparto
| Entrevistado          |                        |
| --------------------- | ---------------------- |
| 2G                    | Streetball Extreme     |
| A2W                   | Streetball Extreme     |
| Andre Alleyne         | Entrenador             |
| Robert Archibald      | Jugador ACB            |
| Big Fen               | Streetball Extreme     |
| Bombfire              | Streetball Extreme     |
| Matthew Bryan-Amaning | Jugador Universitario  |
| Con-Man               | Streetball Extreme     |
| Luol Deng             | Jugador NBA            |
| Joel Freeland         | Jugador NBA            |
| Marcus Knight         | Jugador BBL            |
| Pops Mensah-Bonsu     | Jugador ligas europeas |
| Cameran Navel         | Jugador amateur        |
| Ryan Richards         | Jugador ACB            |
| Mark Webster          | Periodista deportivo   |

## Premios
- Atlant IX International F.I.C.T.S. Sportsfilm Festival. Lipetsk (Rusia) Diploma obtenido por "la brillante presentación de la importancia de los Juegos Olímpicos para el desarrollo del deporte" ("the bright presentation of the importance of the Olympic Games for the development of sport").

## Festivales
- Portobello Film Festival. Londres (Reino Unido).
- Sportfilm Liberec World F.I.C.T.S. Challenge. Liberec (República Checa).
- Atlant IX International F.I.C.T.S. Sportsfilm Festival. Lipetsk, (Rusia).
- 55th International Leipzig Festival for Documentary and Animated Film. DOK Market. Leipzig (Alemania).
- 15 Festival Icaro de Cine y Video en Centroamérica. Ciudad de Guatemala (Guatemala).
- IX KO&DIGITAL, Festival Internacional de Cinema Solidario. San Sadurní de Noya (España).
- European Film Market. Berlín (Alemania).
- 2013 International Film Festival of Sport Films Kranogorski. Moscú (Rusia).
- MIPTV 2013 como parte de "Audiovisual from Spain". Cannes (Francia).
- X Muestra del Audiovisual Andaluz (2013-2014). Sevilla, (España).
- Muestra de Cine de Fuengirola. Fuengirola, (España).
- MIPCOM 2013. Cannes (Francia).
- VIII Muestra del Audiovisual Andaluz (2013-2014). Málaga (España).